# Jörn
Jörn ist eine norddeutsche Form des männlichen Vornamens Georg. Die dänische und norwegische Form des Namens ist Jørn.

## Varianten
Jörg, Jorg, Jörgen, Jørgen, Jørn, Jorn, Jürn, Jürg, Jurg, Jürgen
Weitere Varianten unter Georg.

## Bedeutung und Herkunft
Als mundartliche Form von Georg aus dem Griechischen bedeutet Jörn ursprünglich so viel wie Landmann, Bauer oder Landadeliger. In germanischer Abstammung aus dem Namen Eberwin, Kurzform: Jörn (Der eberstarke, mutige, gute Freund).

## Namenstag
Der 23. April ist der Namenstag von Georg und daher auch von Jörn.

## Namensträger

### Vorname
- Jörn-Felix Alt (* 1988), deutscher Musicaldarsteller
- Jörn Biel (* 1949), deutscher Politiker (parteilos), Landesminister in Schleswig-Holstein a. D.
- Jörn Bleck-Neuhaus (* 1942), deutscher Kernphysiker und Hochschullehrer
- Jörn-Peter Dirx (* 1947), deutscher Maler und Kinderbuchautor
- Jörn Ipsen (* 1944), deutscher Rechtswissenschaftler
- Jörn Axel Kämmerer (* 1965), deutscher Rechtswissenschaftler
- Jörn Klare (* 1965), deutscher Journalist, Schriftsteller und Dramatiker
- Jörn Kruse (* 1948), deutscher Wirtschaftswissenschaftler und Politiker (AfD)
- Jörn Lang (* 1978), deutscher Klassischer Archäologe
- Jörn Lange (1903–1946), deutscher Chemiker und Hochschullehrer
- Jörn-Uwe Lommel (* 1958), deutscher Handballtrainer
- Jörn Loviscach (* 1965), deutscher Hochschullehrer für Ingenieurmathematik und Informatik
- Jörn Felix Lübben (* 1966), deutscher Chemiker und Hochschullehrer
- Jörn Nowak (* 1986), deutscher Fußballspieler
- Jörn Pachl (* 1964), deutscher Professor für Eisenbahnwesen
- Jörn Pfennig (* 1944), deutscher Lyriker und Jazzmusiker
- Jörn Rau (1922–2007), deutscher Architekt
- Jörn Jacob Rohwer (* 1965), deutscher Judaist und Publizist
- Jörn Rüsen (* 1938), deutscher Historiker und Kulturwissenschaftler
- Jörn Schlönvoigt  (* 1986), deutscher Schauspieler
- Jörn Schwinkendorf (* 1971), deutscher Fußballspieler

### Familienname
- Carl Jörn (1873–1947), deutscher Theaterschauspieler
- Nils Jörn (* 1964), deutscher Historiker
- Wilhelm Jörn (1873–1963), deutscher methodistischer Geistlicher und Schriftsteller